# Gyroweisia barbula
Gyroweisia barbula là một loài rêu trong họ Pottiaceae. Loài này được (Schwägr.) Paris mô tả khoa học đầu tiên năm 1904.